# Alvilda Harbou Hoff
Vilhelmine Ulrike Alvilda Harbou Hoff, född 16 december 1862 i Rendsborg, död 12 mars 1951 i Köpenhamn, var en dansk läkare och politiker (Det Radikale Venstre). 

## Bakgrund
Alvilda Harbou Hoff växte upp i en frisinnad konservativ familj: Hennes föräldrar var generalmajoren Johannes Harbou och filantropen Louise Harbou. Hans Walter Harbou var hennes bror. Hon tillbringade sin skolgång vid Louise Westergaards Pigeskole och avlade en matematisk studentexamen från Lyceum 1885. Hon fortsatte därefter med de matematiska studierna fram till 1889, började sedan studera medicin och tog examen inom detta ämne 1895. Tillsammans med systern Inger och med litteraturforskaren Valdemar Vedels erbjöd Harbou under studietiden gratis privatundervisning till unga flickor för att förbereda dem inför den allmänna förberedelseexamen.
Efter avlagd examen var hon på studieresa i utlandet och arbetade under några år vid den gynekologiska avdelningen vid Köpenhamns poliklinik, en offentlig klinik dit främst obemedlade patienter kunde komma för att bli undersökta eller få behandling utan hänvisning från läkare. Hon kompletterade sin utbildning med arbeta på flera olika sjukhus. Hon gifte sig vid 37 års ålder med den frånskilda och 18 år äldre stadsläkaren Emil Hoff. Det resulterade i att hon blev avskedad från det kommunala sjukhusväsendet, då sjukhusborgmästaren L.C. Borup inte accepterade gifta kvinnor som praktiserande läkare. Under perioden 1900–1903 var hon därmed anställd vid olika privatsjukhus, däribland de kyrkligt drivna Skt. Josephs Hospital på Nørrebro (Romersk-katolska kyrkan) och Skt. Lukas Stiftelsen (Indre Mission). Hon var dock huvudsakligen privatpraktiserande läkare (1897–1927).

## Politiska och filantropiska uppdrag
Harbou blev styrelseledamot av Københavns Liberale Vælgerforening 1904 och innehade denna post i många år. Hon kandiderade för Det Radikale Venstre till Köpenhamns kommunfullmäktige (Borgerrepresæntationen) vid kommunalvalet 1909, det första valet i Danmark där kvinnorna hade rösträtt och var valbara på kommunal nivå. Hon blev tillsammans med sju andra kvinnor invald i kommunfullmäktige och till skillnad från systrarna Dagmar Hjort och Charlotte Norrie lade Harbou mer vikt på partipolitiken än på kvinnosaksfrågor. Trots det var hon medlem av Köpenhamns Kvindevalgretsforening och skribent på Kvindevalgret, vilket var Landsforbundet for Kvinders Valgrets tidning. Bland hennes kommunala uppdrag fanns arbetet i Værgerådet, ett kommunalt råd som beslutade om omhändertagande av socialt belastade ungdomar, som hon innehade 1905–1918. I kommunfullmäktige blev hon vald till dess vice ordförande 1913, en post hon innehade till 1921 och under perioden 1922–1925. Inom sin egen partigrupp innehade hon den tunga posten som budgetordförande och hon blev rådman i Magistratens fjerde afdeling, som hade ansvar för infrastruktur och sjukhusväsendet, efter att partikollegan Gustav Philipsen avlidit 1925. Hon utpekades av partikollegan och inrikesministern Ove Rode till medlem av Boligkommissionen af 1916 och 1918. På grund av nedsatt hörsel drog hon sig tillbaka från det politiska arbetet 1929.
Vid sidan om sina politiska uppdrag var hon även engagerad i ett flertal olika förtroendeposter, framför allt inom organisationer med olika filantropiska mål. Hon var inspekterande läkare och styrelseledamot i barnsanatorierna i Köpenhamn med omnejd, vilka hade upprättats av hennes mor 1890 för att behandla felnärda och tuberkulösa barn. Efter moderns död övertog Harbou och hennes make sanatorierna, som vice ordförande (1915–1934) respektive ordförande (1897–1914). Hon arbetade som läkare vid Kvindehjemmet från dess upprättande 1902 fram till 1908 och var aktiv i Julemærkekomitéen 1911–1925, som arbetade för att bekämpa tuberkulos. Hon var också styrelseledamot Den sjællandske Aandssvageanstalt.